# Kagoshima
Kagoshima (鹿児島県, Kagoshima-ken) é uma prefeitura do Japão, localizada no sul da ilha de Kyushu e incluindo parte das Ilhas Ryūkyū. A capital é a cidade de Kagoshima.

## História

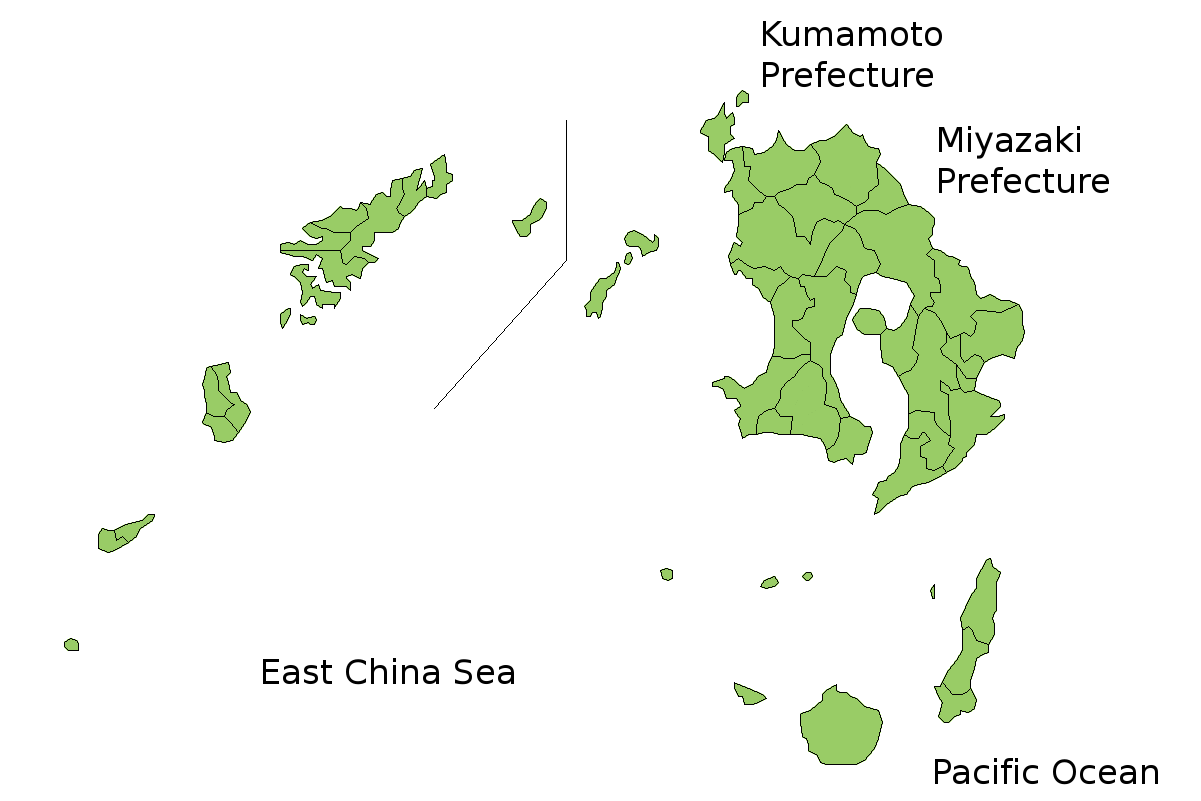
Mapa da prefeitura de Kagoshima

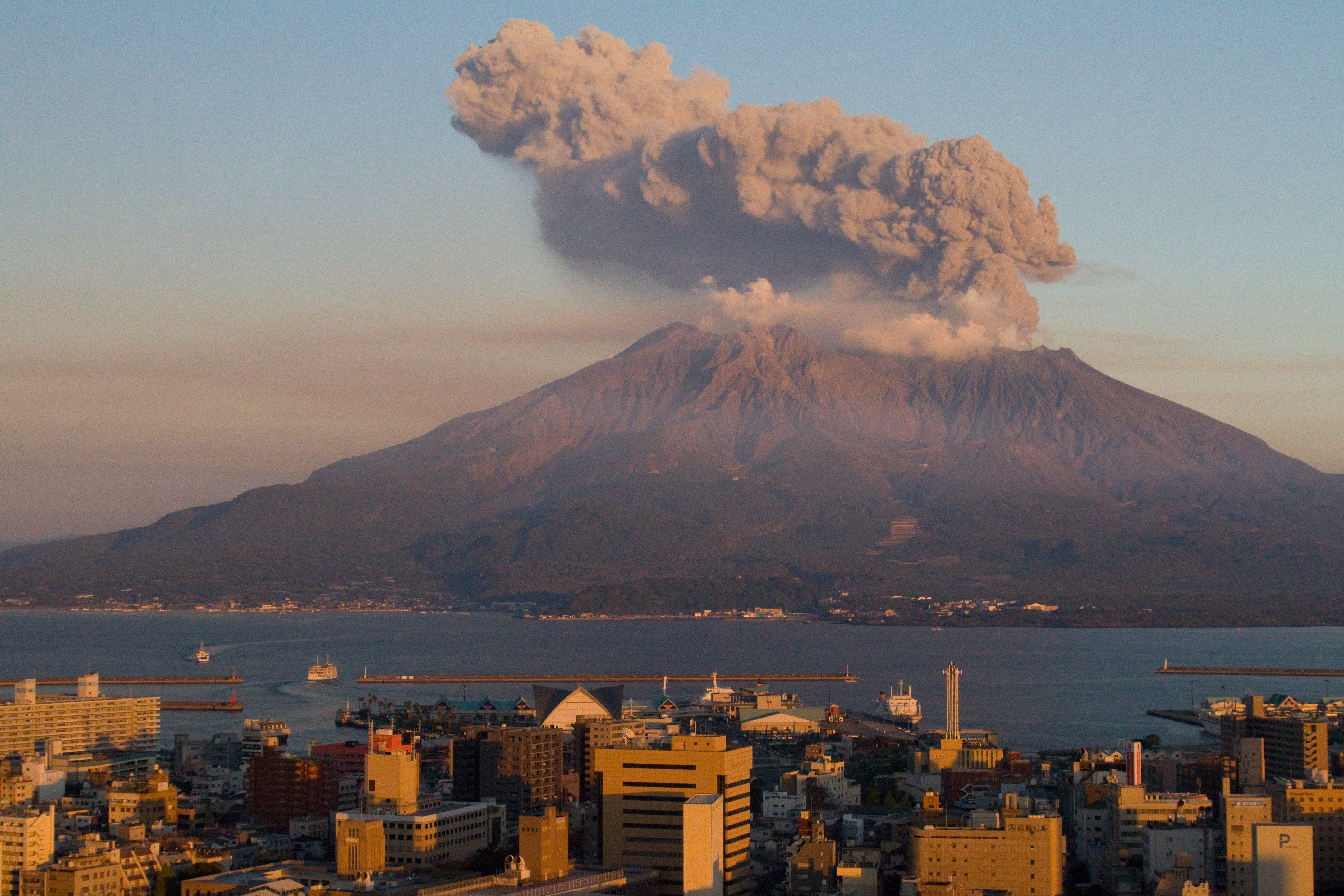
Sakurajima ao pôr do sol

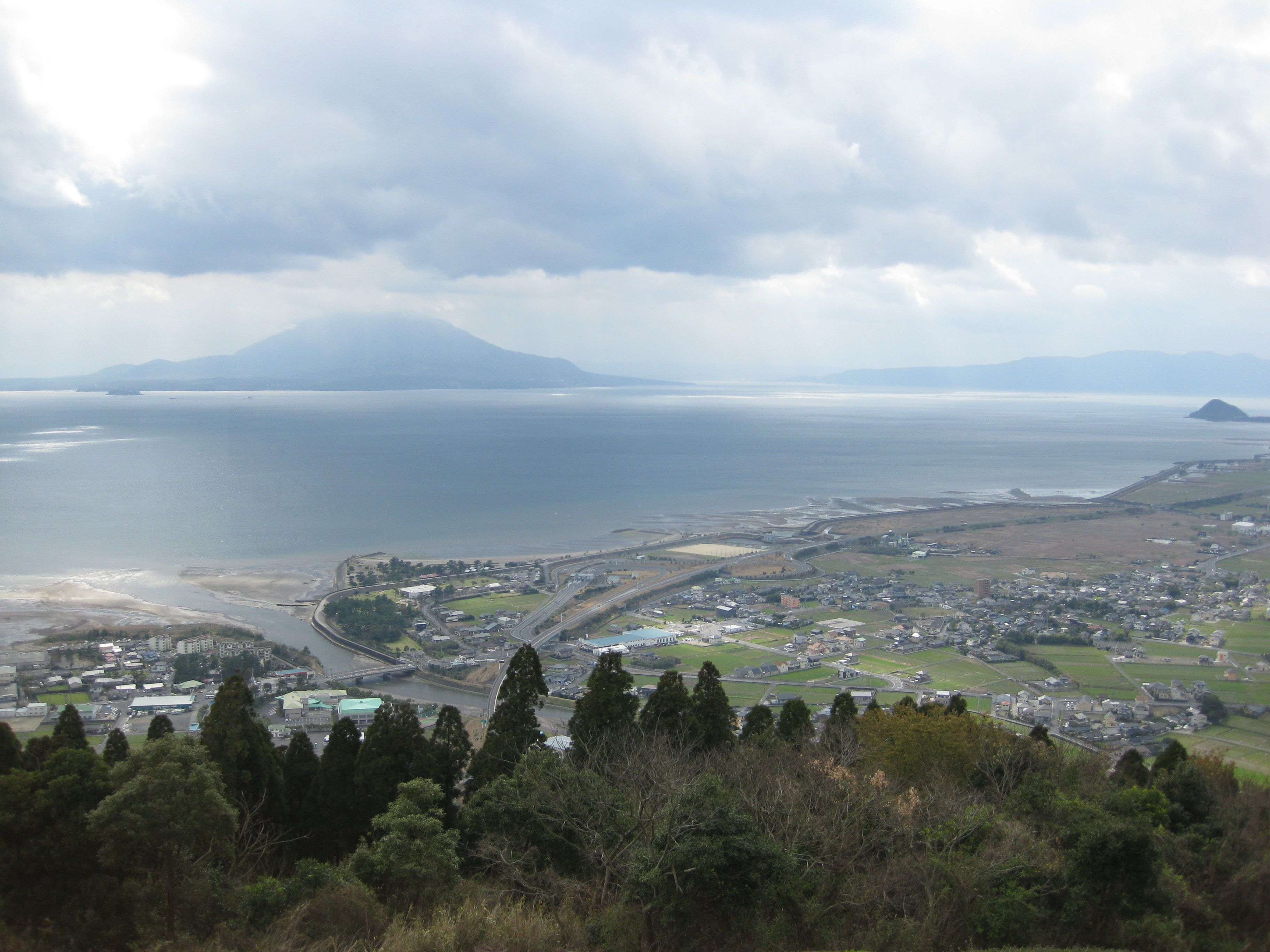
Baía de Kagoshima

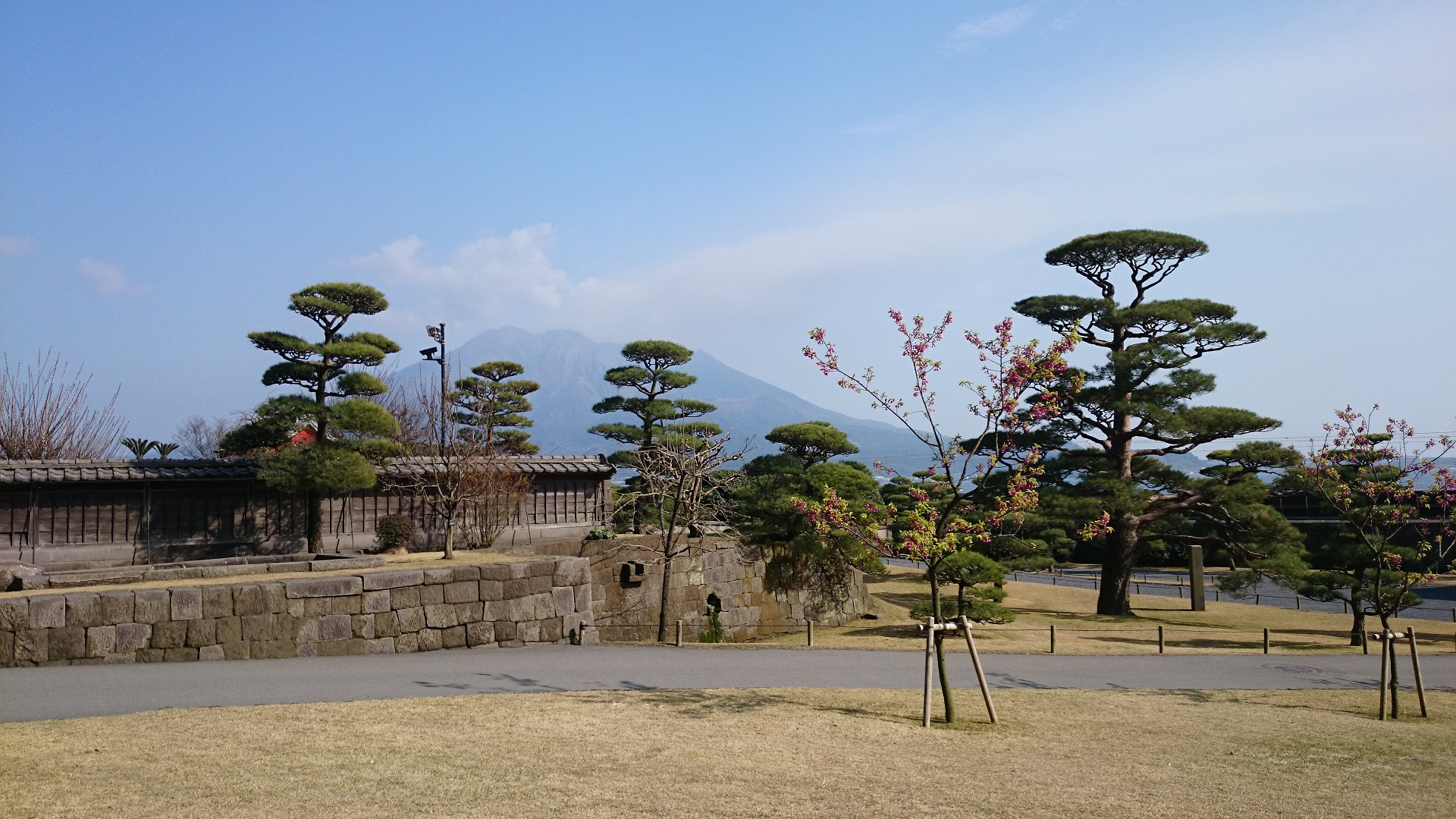
Sakurajima ao fundo

A prefeitura de Kagoshima corresponde às antigas províncias japonesas de Ōsumi e Satsuma, incluindo a região norte das Ilhas Ryukyu. Essa região exerceu um papel chave na Restauração Meiji (Saigo Takamori). O primeiro complexo industrial moderno do Japão iniciou-se na área de Iso. Além disso, a cidade de Kagoshima foi uma importante base naval durante as guerras do século XX de que o Japão participou e o lar do Almirante Togo Heihachiro.
Incidentes mais recentes também ocorreram. Um navio espião norte coreano foi afundado em 2001 pela guarda costeira, sendo, mais tarde, recuperado e exibido em Tóquio. Além disso, houve o sequestro de um auxiliar de escritório na praia de Kagoshima em 1978 por agentes do mesmo país. Esses eventos se tornaram públicos somente na administração do primeiro-ministro Junichiro Koizumi.

## Geografia
A prefeitura de Kagoshima localiza-se no extremo sudoeste da ilha de Kyushu e seu território inclui um conjunto de ilhas que se estendem por centenas de quilômetros. O grupo mais importante é o das Ilhas Amami.
Cercada pelo Mar Amarelo a oeste, pelo menos desde 1879 pela prefeitura de Okinawa ao sul, pela prefeitura de Kumamoto ao norte e de Miyazaki a leste, Kagoshima tem 2 632 km de litoral (incluindo 28 ilhas). Há uma baía chamada de Baía de Kagoshima (Kinkowan), que fica entre duas penínsulas, Satsuma e Osumi. Sua posição serviu como um portão de entrada para o Japão em diversos momentos da história.
Enquanto na ilha de Kyushu existe uma população de aproximadamente  milhões de habitantes, existem menos de 2 milhões de habitantes na prefeitura de Kagoshima.
A prefeitura abriga uma cadeia de vulcões ativos e adormecidos, incluindo o grande Sakurajima, que se eleva do lado oposto ao da cidade de Kagoshima, na Baía de Kagoshima. Um constante fluxo de fumaça e cinzas pode ser visto saindo da cratera, sendo que pequenas erupções ocorrem quase todos os dias. Nos dias em que está ativo, é recomendável usar um guarda-chuva para não se sujar com as cinzas. Sakurajima é um dos vulcões mais ativos do Japão. Grandes erupções ocorreram em 1914, quando a montanha da ilha guspiu lava suficiente para se conectar permanentemente com a ilha principal, além de uma erupção menor em 1960. Materiais vulcânicos no solo fazem de Sakurajima um lugar de rabanetes daikon gigantes, quase do tamanho de uma bola de basquete. Muitas praias ao redor da Baía de Kagoshima estão cheias de pedras bem gastas. Em um lago na cratera no extremo sudoeste da prefeitura, perto da cidade spa de Ibusuki, é possível observar uma espécie rara de enguia gigante.

### Cidades
Em negrito, a capital da prefeitura.
| - Akune - Hioki - Ibusuki - Ichikikushikino - Izumi - Kagoshima | - Kanoya - Kirishima - Makurazaki - Minamisatsuma - Naze - Nishinoomote | - Okuchi - Satsumasendai - Shibushi - Soo - Tarumizu |

### Distritos
| - Distrito de Aira - Distrito de Ibusuki - Distrito de Isa - Distrito de Izumi | - Distrito de Kagoshima - Distrito de Kawanabe - Distrito de Kimotsuki - Distrito de Kumage | - Distrito de Oshima - Distrito de Satsuma - Distrito de Soo |

## Economia
A prefeitura possui fortes raízes na agricultura, que reflete na sua lista de produtos exportados: chá verde, batata doce, rabanete, arroz Pongee, porcelana de Satsuma e porcos de Berkshire (kurobuta). A produção de flocos de bonito da prefeitura de Kagoshima é a segunda maior do Japão, atrás somente da prefeitura de Shizuoka. Além disso, a prefeitura produz o maior volume de enguias unagi do Japão.
A Japan Aerospace Exploration Agency (JAXA) possui algumas instalações na prefeitura, incluindo sua principal base de lançamentos no país, em Tanegashima, e o Centro Espacial Uchinoura.
O Produto Interno Bruto da prefeitura é de aproximadamente 4,834 trilhões de ienes.

## Relações de irmandade
- Miami, Estados Unidos
- Nápoles, Itália
- Jeollabuk-do, Coreia do Sul, declarado em outubro de 1989
- Geórgia, Estados Unidos, desde 28 de novembro de 1066 tornou-se um estado irmão
- Jiangsu, China
- prefeitura de Gifu, desde 27 de julho de 1971 tornou-se uma prefeitura irmã

## Relação com o Brasil
De 1897 a 1923, o Pe. Chohachi Nakamura (1856-1940) -conhecido como apóstolo dos imigrantes japoneses- dedicou-se a desenvolver a recém-criada comunidade católica de Amami Oshima (fundada em 1892 por missionários franceses), localizada na prefeitura de Kagoshima. Em 1923 imigrou ao Brasil a pedido do Bispo de Nagasaki para se dedicou a atender espiritualmente a comunidade japonesa que residia no Sudeste do Brasil. Desde 2002 está aberto seu processo de beatificação. Está enterrado em Álvares Machado (SP).

Atualmente Amami Oshima possui uma das maiores comunidades católicas de todo o Japão.